# Нифанда тёмная
Нифанда тёмная, или голубянка нифанда, или нифанда (Niphanda fusca), — вид дневных бабочек из семейства голубянок (Lycaenidae). Занесен в Красную книгу Читинской области и Агинского Бурятского автономного округа.

## Описание

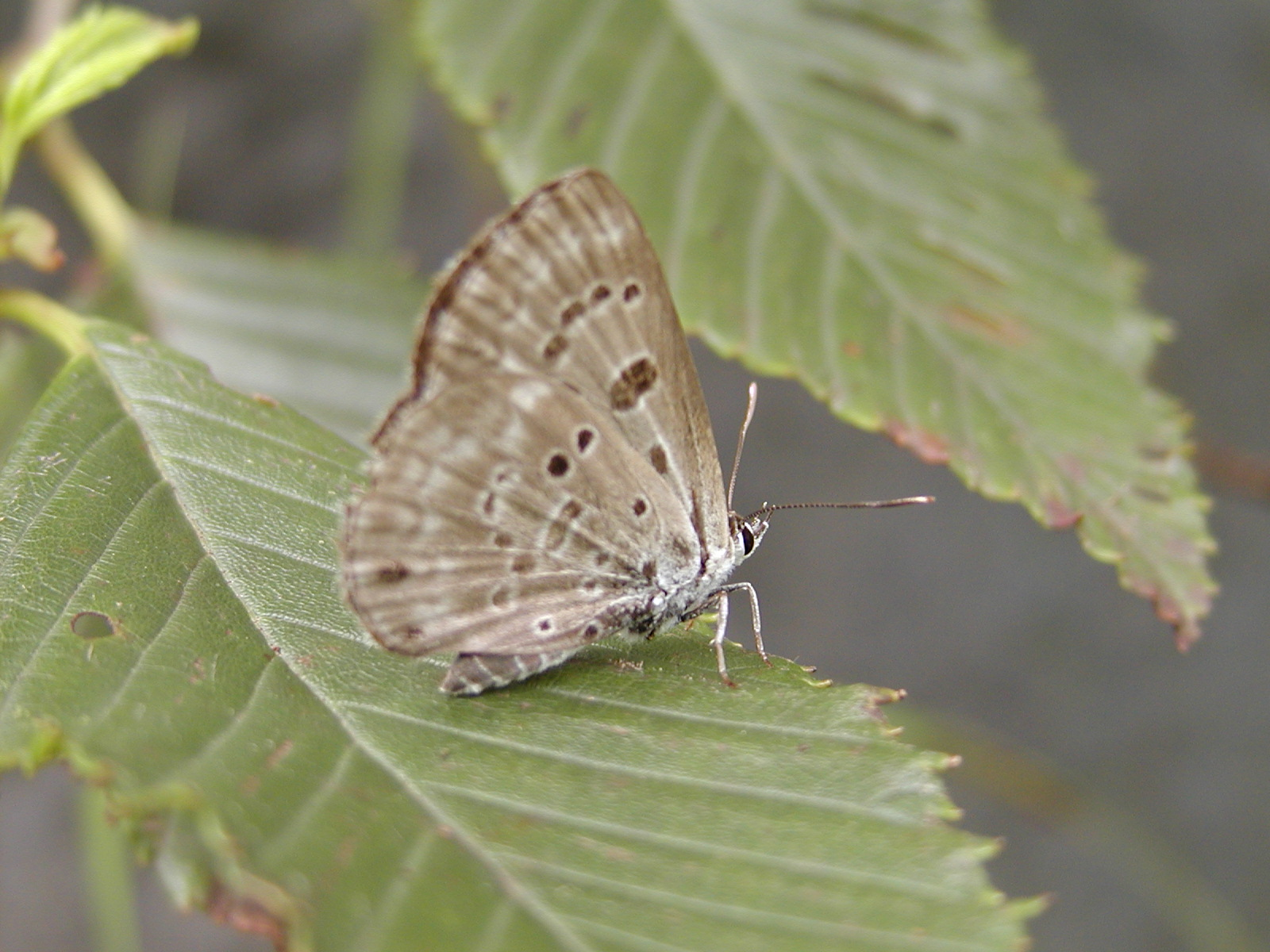
Самка

Длина переднего крыла самцов 14—21 мм, самок 16—22 мм. Размах крыльев самцов 24-28, самок 29-42 мм. Крылья к вершине заострены. Глаза волосатые. Булава усиков уплощенная. Верхняя сторона крыльев сверху коричневая с фиолетовым отливом, сквозь фон слабо просвечивается пятнистый рисунок нижней стороны крыльев. Крылья самки широкие, округлые. Окраска самки коричневая, иногда со слабыми просветами. Нижняя сторона крыльев коричневого цвета с рисунком из округлых и прямоугольных пятен, окруженных беловатыми полями. Характерным является крупное треугольной формы прикорневое пятно на переднем крыле, отсутствующее у других голубянок.

## Ареал
Россия (Южное Прибайкалье, Восточное и Юго-Восточное Забайкалье, Приамурье, Приморье), Япония, Корея, Китай.
Предпочитает дубовые леса, заросли кустарников в долинах рек, закустаренные остепненные склоны по краям межгорных котловин, примыкающие к ним пади.

## Биология
За год развивается в одном-двух поколениях. Время лёта бабочек с июня по август, начало сентября. Отмечено питание бабочек на цветках сорбарии, Lilium buschianum и Celmatia hexapetala. Самка откладывает яйца по одному или небольшими группами на кору дубов там, где есть тли и муравьи. В Японии кладки были отмечены на сосне, лохе, жимолости, злаке мискантусе. Молодые гусеницы живут на дубах и некоторых других деревьях и кустарниках, на которых питаются сладкими выделениями тлей, после зимовки, взрослые гусеницы живут за счет муравьев (мирмекофилы). После зимовки в 3-м возрасте гусеница светло-желтовато-розового цвета. Куколка тёмно-коричневая с дорсальной стороны и беловатая — с вентральной. Находятся в муравейнике.